# Спрінгвілл (Юта)
Спрінгвілл (англ. Springville) — місто (англ. city) в США, в окрузі Юта штату Юта. Населення — 35 268 осіб (2020).

## Географія
Спрінгвілл розташований за координатами 40°9′47″ пн. ш. 111°37′17″ зх. д. / 40.16306° пн. ш. 111.62139° зх. д. (40.163184, -111.621392).  За даними Бюро перепису населення США в 2010 році місто мало площу 37,37 км², з яких 37,25 км² — суходіл та 0,13 км² — водойми.

### Клімат
| Клімат : Спрінгвілл   | Клімат : Спрінгвілл | Клімат : Спрінгвілл | Клімат : Спрінгвілл | Клімат : Спрінгвілл | Клімат : Спрінгвілл | Клімат : Спрінгвілл | Клімат : Спрінгвілл | Клімат : Спрінгвілл | Клімат : Спрінгвілл | Клімат : Спрінгвілл | Клімат : Спрінгвілл | Клімат : Спрінгвілл | Клімат : Спрінгвілл |
| Показник              | Січ.                | Лют.                | Бер.                | Квіт.               | Трав.               | Черв.               | Лип.                | Серп.               | Вер.                | Жовт.               | Лист.               | Груд.               | Рік                 |
| Середній максимум, °C | 4,4                 | 7,8                 | 13,9                | 18,3                | 23,9                | 29,4                | 34,4                | 33,3                | 27,8                | 19,4                | 11,1                | 4,4                 | 19,1                |
| Середній мінімум, °C  | −5,6                | −3,3                | 0,6                 | 3,9                 | 8,3                 | 12,2                | 16,1                | 15,6                | 10,6                | 4,4                 | −0,6                | −4,4                | 4,9                 |
| Норма опадів, мм      | 48                  | 48                  | 48                  | 51                  | 53                  | 30                  | 20                  | 25                  | 36                  | 51                  | 43                  | 48                  | 501                 |
| --------------------- | ------------------- | ------------------- | ------------------- | ------------------- | ------------------- | ------------------- | ------------------- | ------------------- | ------------------- | ------------------- | ------------------- | ------------------- | ------------------- |
| Джерело: weather.com  |                     |                     |                     |                     |                     |                     |                     |                     |                     |                     |                     |                     |                     |

## Демографія
Згідно з переписом 2010 року, у місті мешкало 29 466 осіб у 8531 домогосподарстві у складі 7117 родин. Густота населення становила 788 осіб/км².  Було 8927 помешкань (239/км²).
Расовий склад населення:
| - 90,3 % — білих - 0,6 % — вихідців з тихоокеанських островів - 0,6 % — азіатів - 0,5 % — корінних американців - 0,4 % — чорних або афроамериканців - 5,0 % — осіб інших рас |

До двох чи більше рас належало 2,5 %. Частка іспаномовних становила 11,8 % від усіх жителів.
За віковим діапазоном населення розподілялося таким чином: 37,9 % — особи молодші 18 років, 54,5 % — особи у віці 18—64 років, 7,6 % — особи у віці 65 років та старші. Медіана віку мешканця становила 26,7 року. На 100 осіб жіночої статі у місті припадало 99,4 чоловіків;  на 100 жінок у віці від 18 років та старших — 95,8 чоловіків також старших 18 років.
Середній дохід на одне домашнє господарство  становив 70 216 доларів США (медіана — 58 880), а середній дохід на одну сім'ю — 74 452 долари (медіана — 62 173). Медіана доходів становила 48 388 доларів для чоловіків та 33 674 долари для жінок. За межею бідності перебувало 8,1 % осіб, у тому числі 9,0 % дітей у віці до 18 років та 8,5 % осіб у віці 65 років та старших.
Цивільне працевлаштоване населення становило 13 579 осіб. Основні галузі зайнятості: освіта, охорона здоров'я та соціальна допомога — 26,5 %, виробництво — 16,3 %, науковці, спеціалісти, менеджери — 11,6 %, роздрібна торгівля — 11,1 %.